# Cau del Cargol
El Museu de Conquilles del Cau del Cargol és una col·lecció privada de més de 16.000 espècies de conquilles de mol·luscs, cargols i petxines, procedents de tot el món, que es troba a Vilassar de Dalt (Maresme). El seu origen es remunta a l'any 1950 quan el seu fundador, Jaume Bot i Arenas, va començar a exposar-les al públic. Més tard va enriquir la seva col·lecció amb l'adquisició d'altres col·leccions. Així reuní el treball de diversos naturalistes, des de l'any 1850 fins al 1983, i formà una gran col·lecció, que permet veure exemplars exòtics en molt bon estat de conservació. Actualment és una de les col·leccions de conquilles de totes les zones geogràfiques del món, obertes al públic, més extenses. Un miler d'espècies estan exposades a una sala renovada recentment. Rep sovint la visita d'escoles que estudien la fauna i altres aspectes de la biologia, així com visites de grups d'adults de diversa procedència.

## Continguts
Les conquilles que es poden veure al Cau del Cargol són de mol·luscs terrestres, marins i d'aigua dolça o salobre. Igual com passa a la natura, la major part d'espècies de la col·lecció són marines. Les conquilles s'exposen agrupades amb criteri biogeogràfic. Així, s'agrupen en 16 zones zoogeogràfiques marines definides ja al segle xix per S.P. Woodward, geòleg i professor d'història natural, en els seus estudis de malacologia. Aquestes regions basades en la zoogeografia estan caracteritzades per la presència de determinades espècies que els donen unitat i alhora les diferencien d'altres zones. El criteri geogràfic d'agrupació dels exemplars exposats afavoreix la contemplació de l'exposició com un viatge per tot el món a través de les conquilles.
A la mateixa sala on s'exposen les conquilles hi ha vuit plafons permanents que conviden a reflexionar sobre el món de la forma i el color a la natura.
En els plafons s'hi pot llegir que el món de la forma i el color no existeix ni es pot comprendre sense l'àmbit invisible dels camps d'energia. Alhora, conviden a reflexionar sobre la nostra manera de percebre el món i la relació entre el món de l'energia i l'àmbit de la consciència.

## Temes
El museu tracta els següents temes:
1. Formes i colors, on s'introdueix que formes i colors són un llenguatge de la naturalesa.
2. Diversitat en la Unitat, on s'explica la biodiversitat en el funcionament de la Terra amb referències a la Hipòtesi Gaia de James Lovelock.
3. D'allò infinitament petit a allò infinitament present, on s'expliquen els canvis en la visió de la biologia i la vida que es deriven dels descobriments de la mecànica quàntica i la Teoria de la relativitat d'Albert Einstein.
4. Camps d'energia i camps mòrfics, on s'expliquen els camps morfogenètics descrits pel biòleg anglès Rupert Sheldrake.
5. Relacions i proporcions en el món de la forma, on s'introdueix als estudis i significat de les proporcions i la secció àuria a la natura i en l'home, i algunes reflexions de Leonardo da Vinci sobre el tema.
6. L'aigua i l'espiral, on s'explica la relació de l'aigua i l'expansió de la vida amb la forma espiral.
7. Història natural i cultura, on es posa de manifest l'impacte que la cultura dominant té en la interpretació científica de la natura i s'introdueixen algunes reflexions d'Einstein sobre l'actitud científica.
8. Percepció i intuïció, on es convida a la reflexió sobre la manera de percebre el món i la vida.

## Imatges

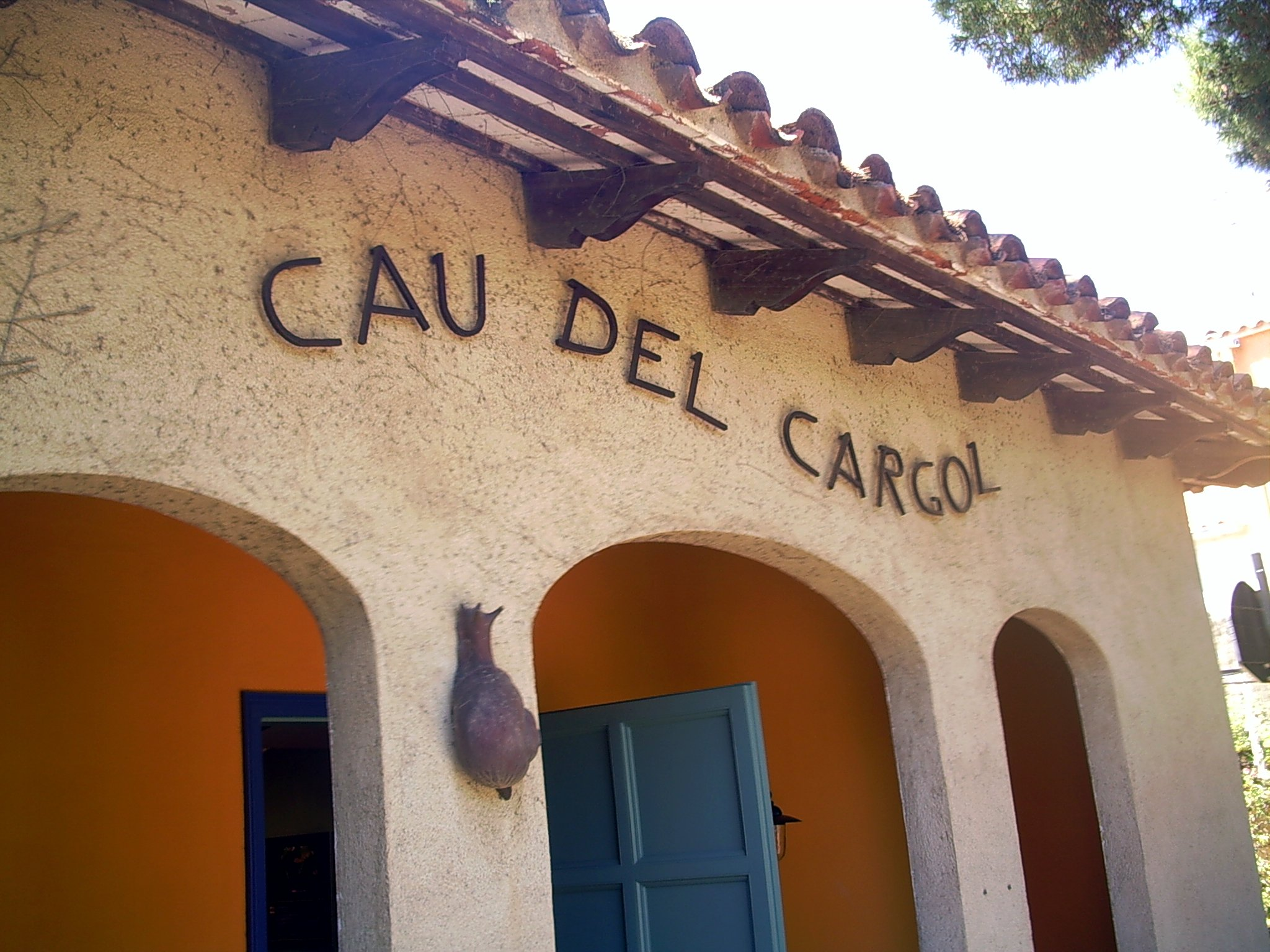
Entrada
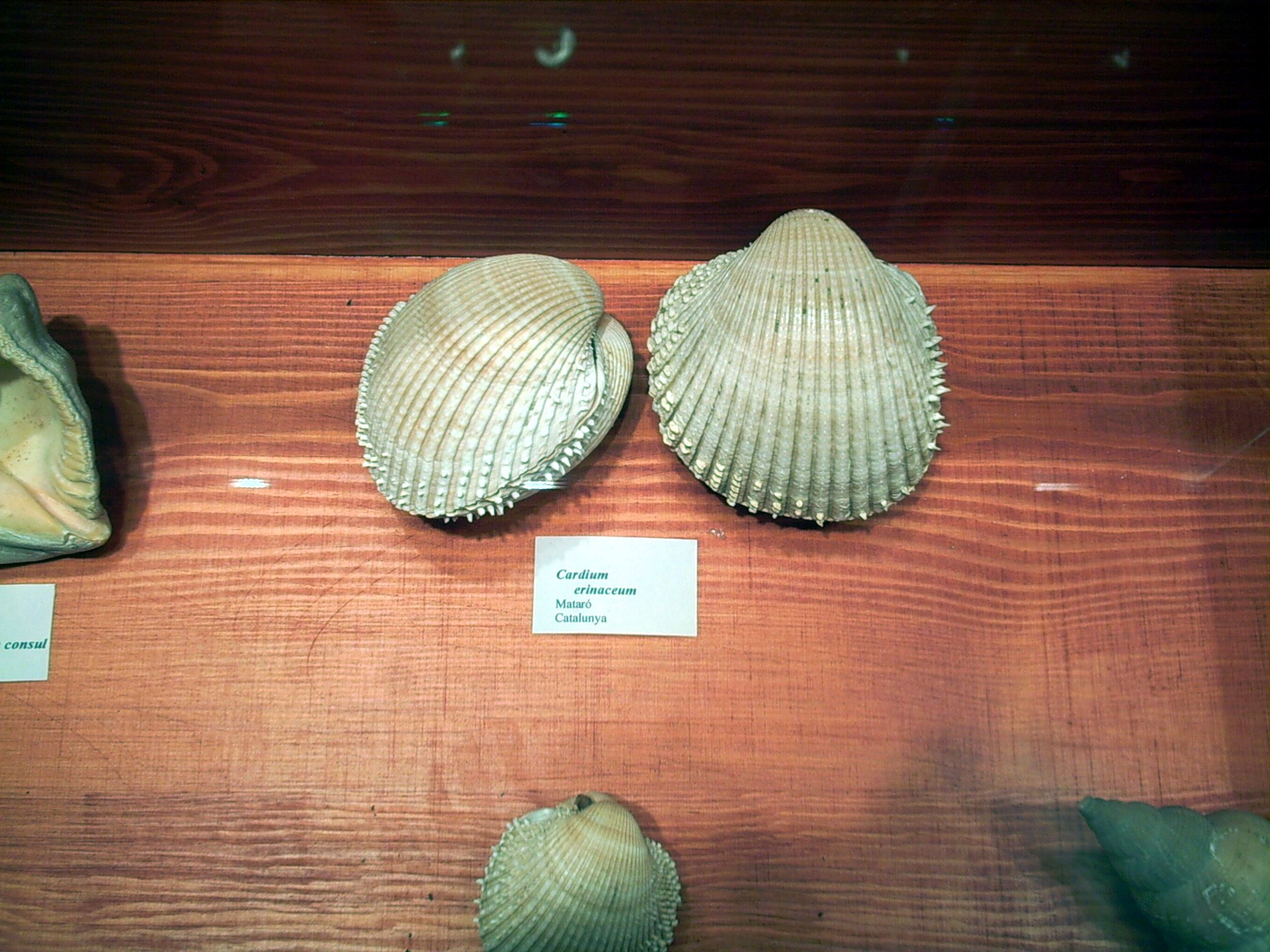
Cardium erinaceum recollit a Mataró
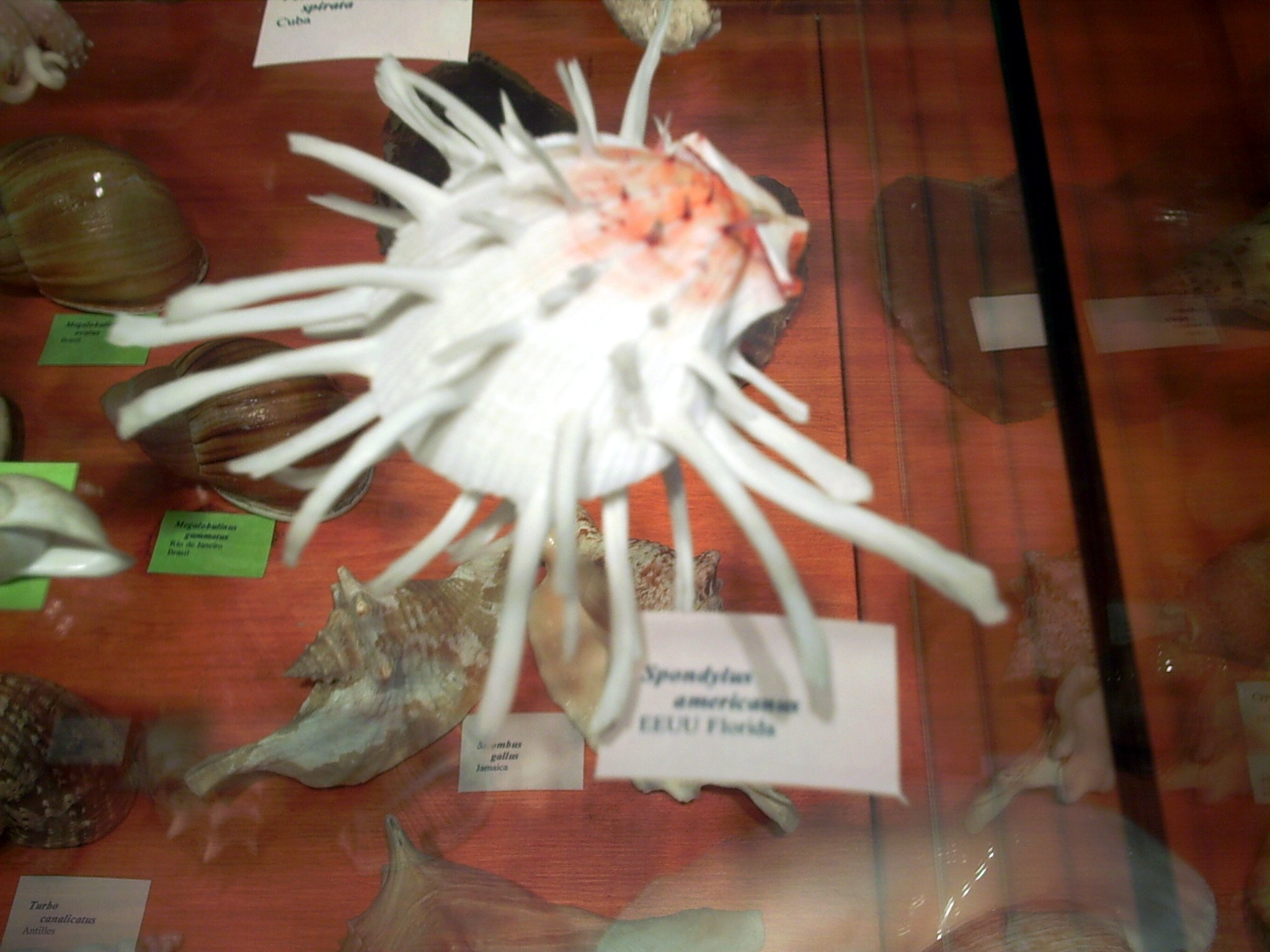
Spondilux, procedent de Florida
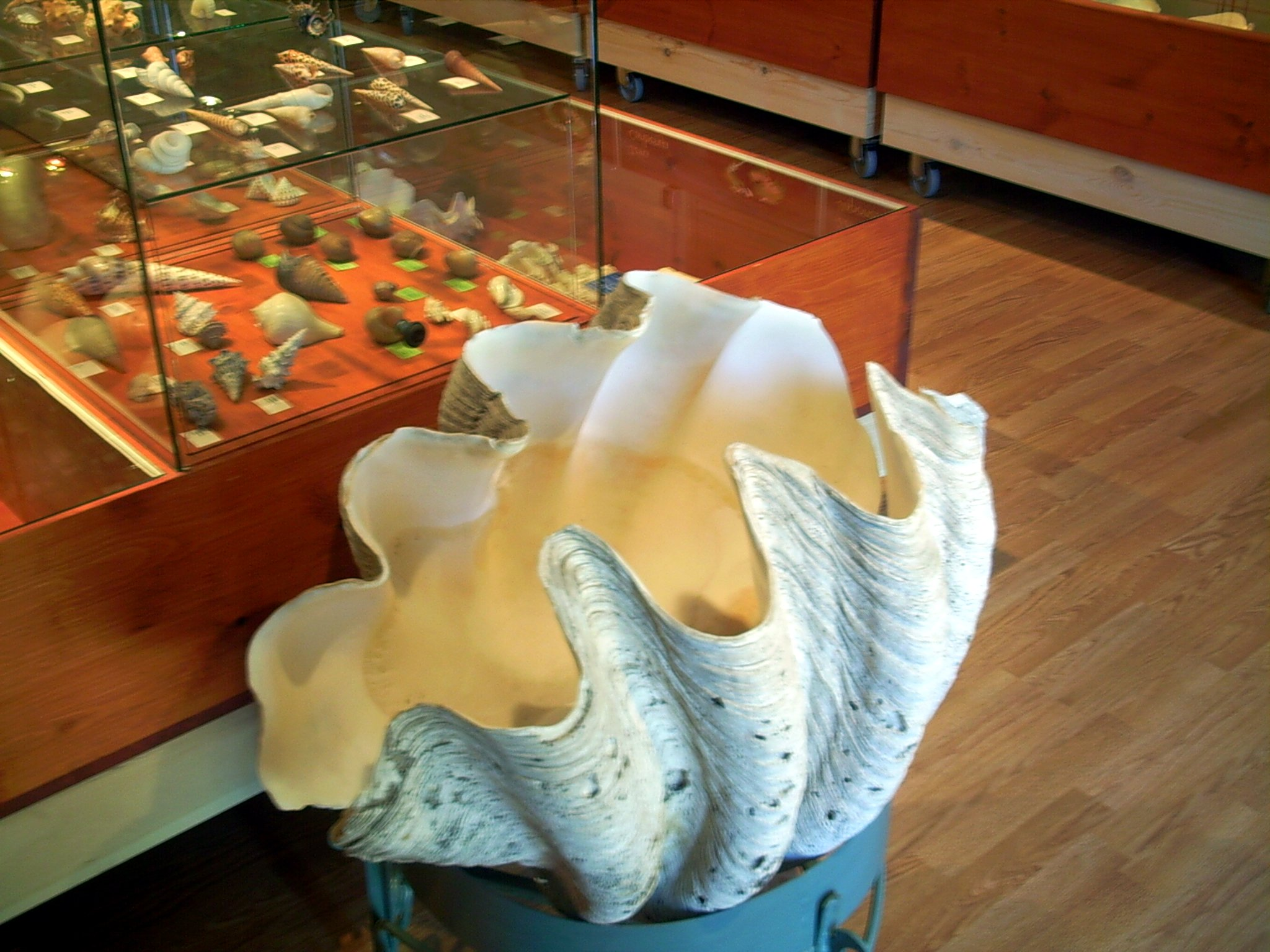
Tridacna gigas, conquilla gegant
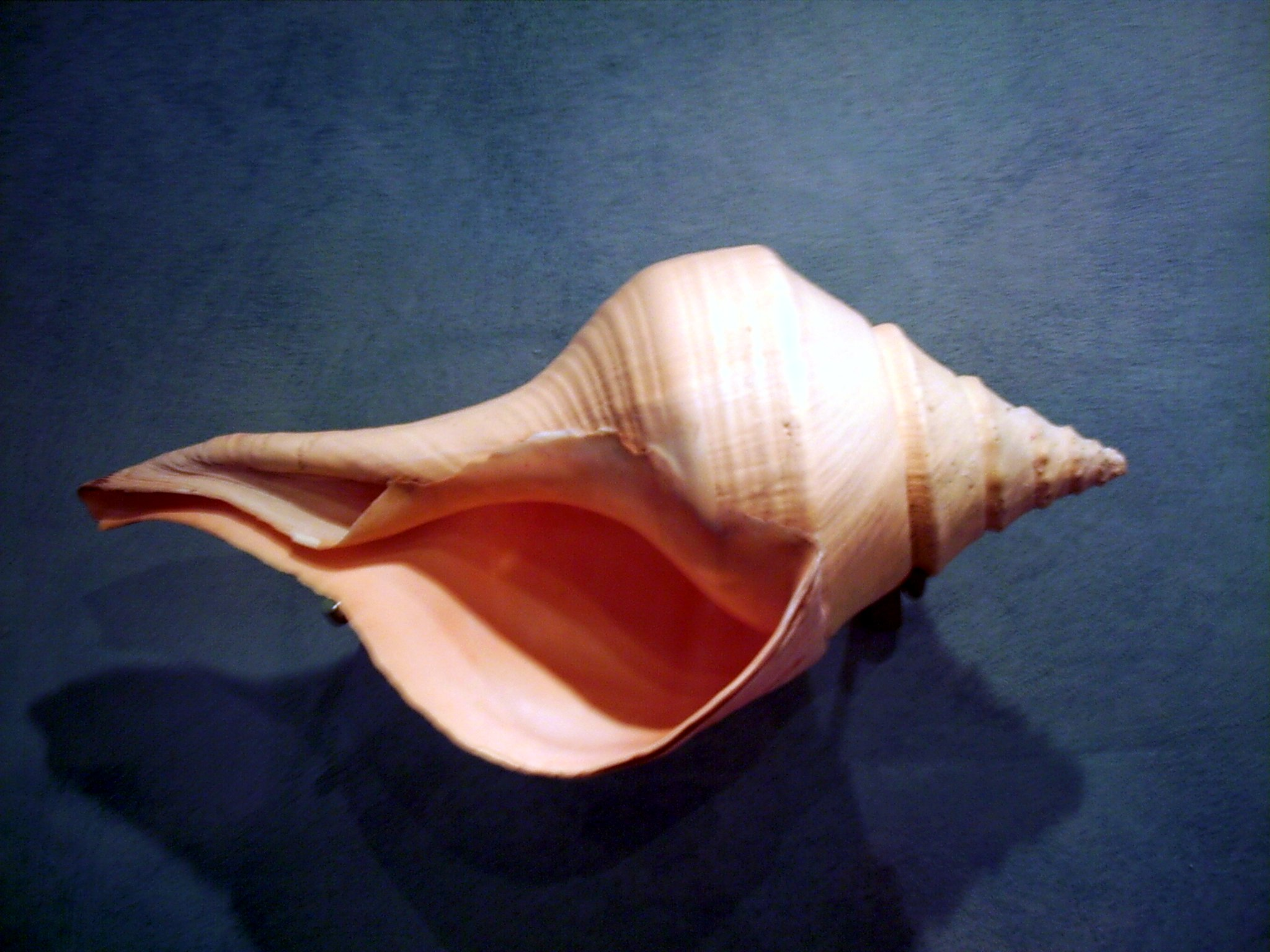
Megalatractus aruanus, conquilla
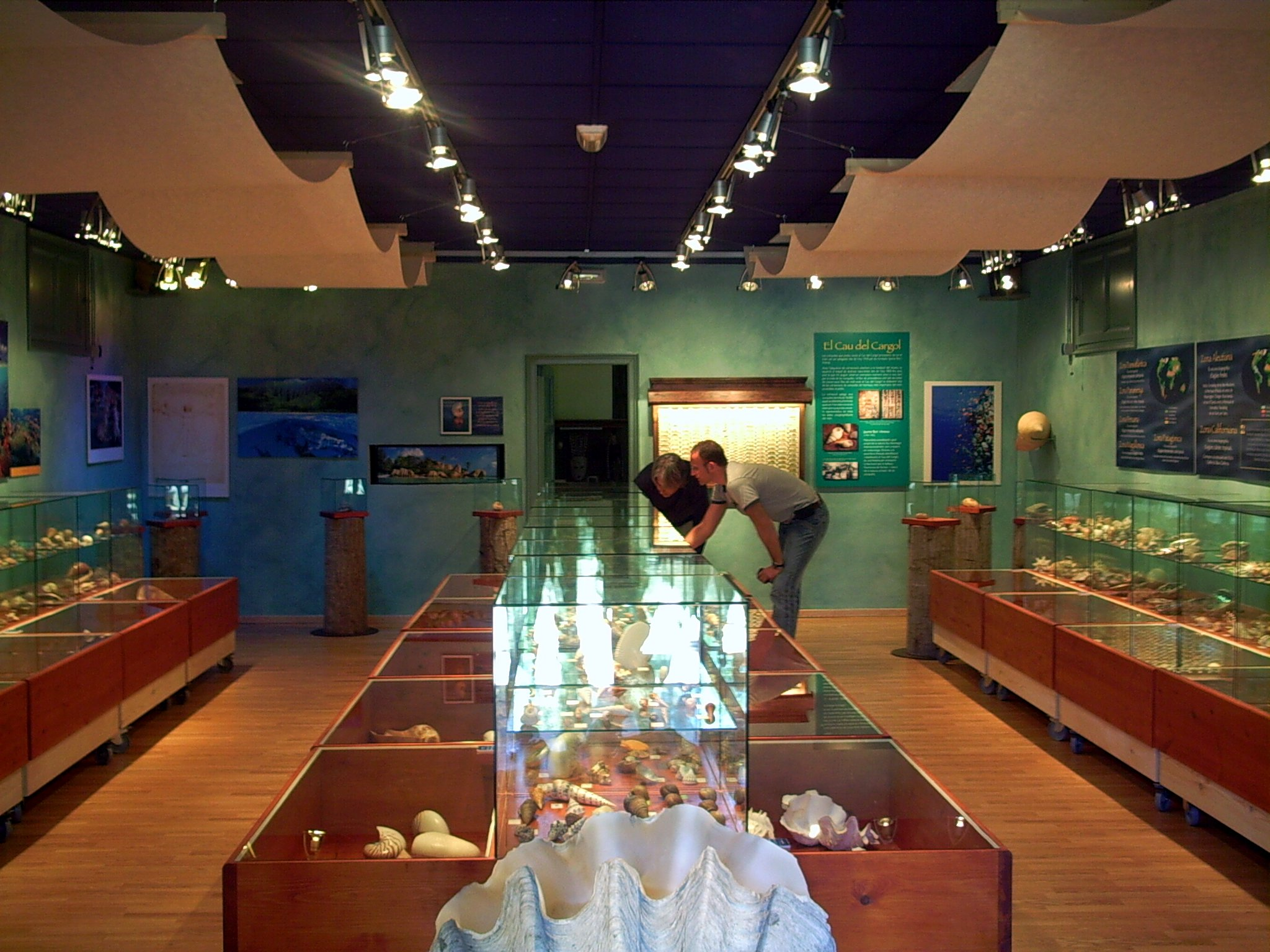
Interior del Museu
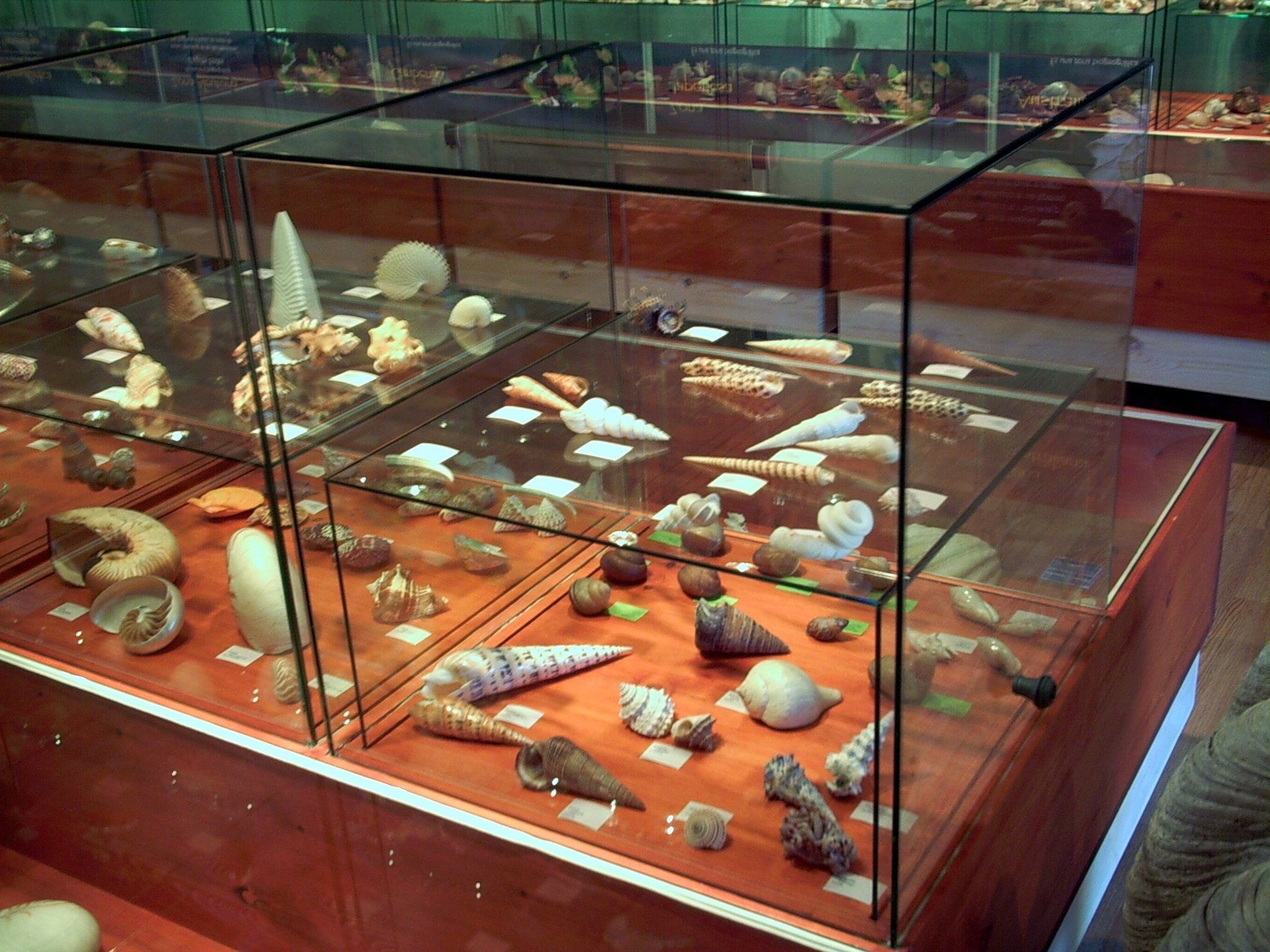
Vitrina de fauna IndoPacífica
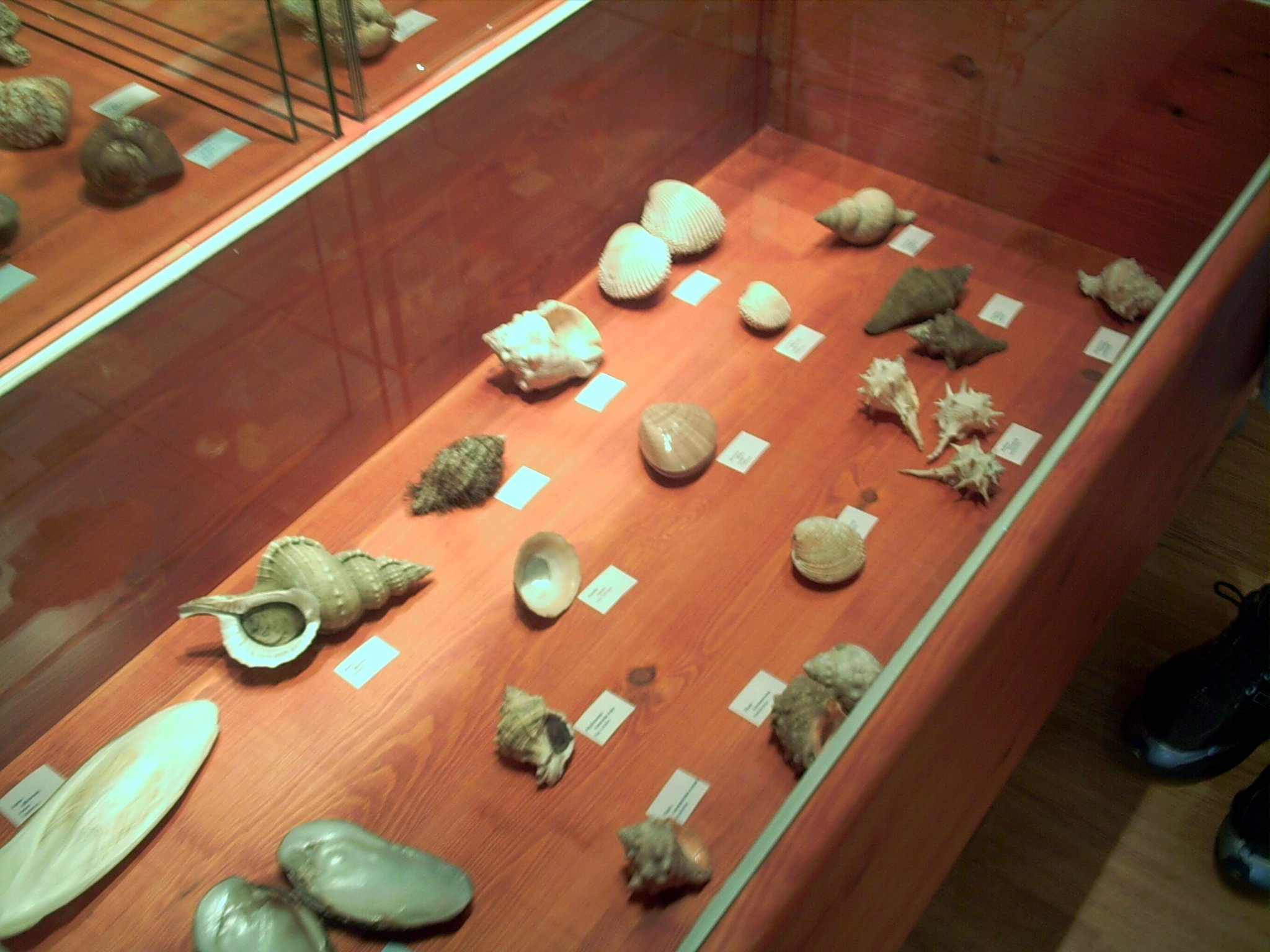
Vitrina de fauna Mediterrània
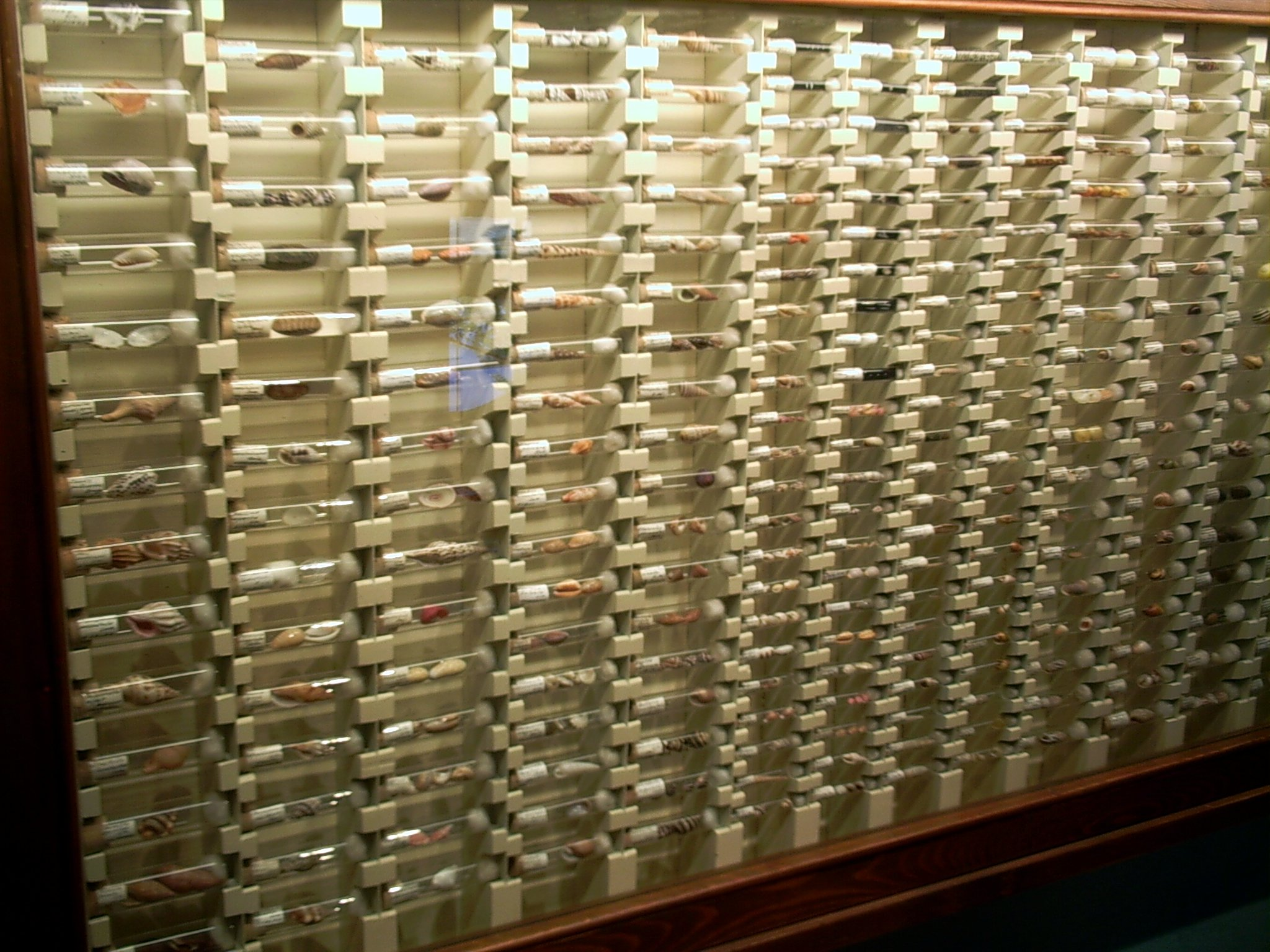
Vitrina de miniatures